# Euterpe (nome)
Euterpe  è un nome proprio di persona italiano femminile.

## Varianti in altre lingue
- Catalano: Euterpe[3]
- Francese: Euterpe
- Greco antico: Εὐτέρπη (Eutérpē)[4]
- Greco moderno: Ευτέρπη (Euterpī)
- Russo: Эвтерпа (Ėvterpa)
- Spagnolo: Euterpe[3]

## Origine e diffusione

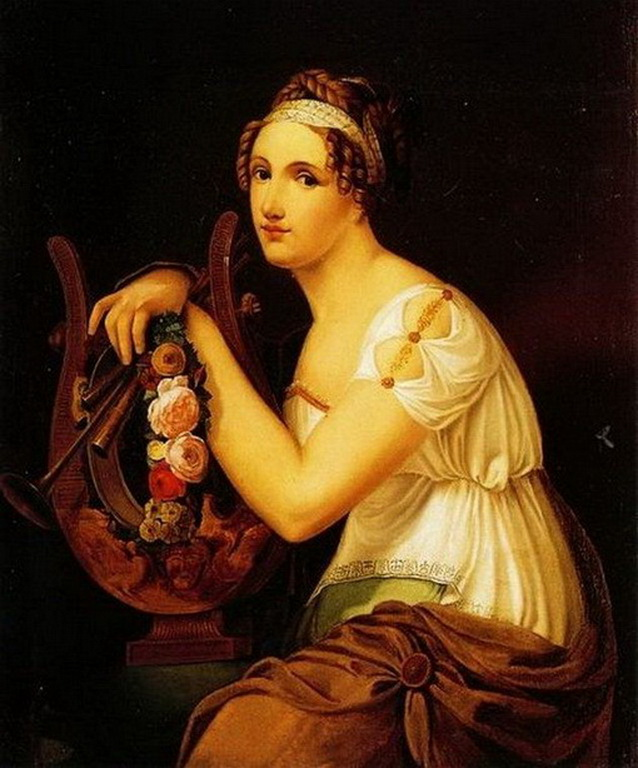
Euterpe dipinta da Georgios Margaritis

Continua il nome greco antico Ευτερπη (Euterpe), composto da ευ (eu, "bene") e τερπηιν (terpein, "rallegrare", "dare gioia"); il significato può essere interpretato come "che rallegra", "che dà gioia", "deliziosa", "piacevole", oppure come "delizia".
È un nome di matrice classica, portato nella mitologia greca da Euterpe, la musa della poesia lirica, della musica e della gioia. È stato ripreso a partire dal Rinascimento, ma gode di scarsa diffusione in Italia; le poche occorrenze risultano più accentrate nella provincia di Torino e in Lucchesia.

## Onomastico
Il nome è adespota, ossia privo di santa patrona. L'onomastico può essere festeggiato il 1º novembre per la festa di Ognissanti.